# Julius Malmström
Bo Stefan Julius Malmström, född 19 november 1949 i Alnarp, Malmöhus län, är en svensk nöjesentreprenör, teaterchef, tidigare diskjockey, programledare och rocksångare.

## Biografi
Malmström (ursprungligen med tilltalsnamnet Stefan) växte upp i Alnarpsparken mellan Malmö och Lund; i Lund gick han på Katedralskolans gymnasium. Samtidigt med studierna var han sångare i lokala rock-/popgrupper som The Screamers och Little Dipper Organization, vilken bland annat var förband åt The Rolling Stones på Baltiska hallen i Malmö 1965. Samtidigt började han 1967 som artistförmedlare och konsertarrangör för inhemska och internationella artister till Skåne-regionen i den nya stora vågen av populärmusikartister. Han var också konsertbokare och -arrangör för Akademiska Föreningen i Lund. 
Sedan Malmström 1972 startade det egna bolaget Julius Fritid & Nöjen AB har han blivit en av de centrala personerna inom skandinavisk konsert- och nöjesorganisation och vida uppmärksammad för sina många världsartist-arrangemang framför allt på Olympen i Lund från 1972 till slutet av 1990-talet. I det tidiga 1970-talet startade han även skivbutiken Julius Platthandel i Lund med egen specialimport; denna övertogs 1981 av butikens personal. Han har genom åren arrangerat ett mycket stort antal konserter, skandinaviska turnéer inom olika musikgenrer, internationella utställningar etc. På 1980-talet inledde han även en mer omfattande förmedling av konsert- och nöjesbiljetter, från 1992 som Julius Biljettservice som del av ett internationellt nätverk.
Han började använda namnet Julius som "artistnamn" efter 1969, då han oplanerat inledde en parallell karriär som diskjockey, efter att ha fått hoppa in vid öppnandet av ett nytt diskotek, där han glömt att han lovat att boka in en DJ. Han utlovade då snabbt "någon som heter Julius" och därmed var en ny verksamhet och identitet född. Som DJ arbetade han landet runt fram till slutet av 1980-talet och var 1977–1982 DJ-programledare för Sveriges Televisions musikprogram Diskotaket på TV 2.
1992 övertog Malmström och Anders Aldgård Malmö stadsteaters tidigare annexscen Nya Teatern och startade under namnet Nöjesteatern en privatteaterverksamhet med årliga produktioner av komedier, musikaler och gästspel, inlett med Me and My Girl. 1994 tilldelades teatern Guldmasken som "Årets privatteater". 2003 valde Aldgård att fokusera på sitt konstnärliga arbete, varefter Malmström drivit teatern vidare i egen regi. Teatern har bland annat presenterat skandinavienpremiärer på verk som musikalerna Spamalot (2010) och Legally Blonde (2011) och urpremiär på den filmbaserade musikalen Sällskapsresan (2015). För en annorlunda uppsättning av Andrew Lloyd-Webbers Cats fick teatern bland annat Guldmasken för "Årets bästa musikal" 2007. Malmström har även varit delaktig i verksamheten med ett flertal produktioner på intilliggande nöjespalatset Amiralen i Malmö.
Fram till 1999 hade Malmströms verksamhet sin bas i AF-borgen i Lund – där han också fungerade som evenemangsbokare och -arrangör för Lunds universitets studentliv – men flyttade då kontoret tillbaka till en byggnad i barndomens Alnarpsparken. Från 2015 har äldsta dottern Emelie Löfmark-Malmström tagit över mer av det löpande ansvaret för verksamheterna.

## Priser och utmärkelser
- 2009 – Region Skånes kulturpris[4]
- 2013 – Malmö stads kulturpris
- 2014 – Det Händers kulturpris
- 2014 – Stora kulturstipendiet av Lions Club i Staffanstorp